# Ethel Lynne
Ethel Lynne (nacida como Ethel Lindsay; 25 de febrero de 1897 – 31 de julio de 1976) fue una actriz estadounidense que estuvo activa durante la era del cine mudo en Hollywood. Estuvo casada con el director Fred Fishback, socio de Fatty Arbuckle.

## Biografía
Lynne nació en Fort Worth, Texas, siendo hija de Frank Lindsay y Mary Elizabeth Chiles. Comenzó a actuar como adolescente alrededor de 1915, apareciendo en varias comedias de Al Christie. Conoció y se casó con el director Fred Fishback en 1919. Tras la prematura muerte de Fishback, se casó con otro tejano, Thomas Palmer; ese matrimonio acabó en divorcio. Poco se sabe de su vida después de la década de 1920. Murió el 31 de julio de 1976.

## Filmografía seleccionada
- Some Chaperone (1915)
- Love and a Savage (1915)
- Wanted: A Leading Lady (1915)
- His Wedding Night (1916)
- By the Sad Sea Waves (1916)
- Jed's Trip to the Fair (1916)
- Help! Help! Police! (1917)
- Sauce for the Goose (1917)
- Bride and Gloom (1917)
- The Biggest Show on Earth (1918)
- Ever Since Eve (1921)